# Lynn (isla)
Lynn es una isla deshabitada de Groenlandia. Es costera y está situada al oeste de la isla más grande de Hovgaard y al sur de la península de Holm Land. La isla tiene una superficie de 230,9 km ² y su costa es de 65,7 kilómetros.